# Louis Jolly
Louis (Aloysius) Jolly MEP (chiń. 文芍理; ur. 5 grudnia 1836 w Lencloître, zm. 16 marca 1878 w Paryżu) – francuski duchowny rzymskokatolicki, misjonarz, prefekt apostolski Kuangsi.

## Biografia
Ukończył Niższe Seminarium Duchowne w Montmorillonie oraz Wyższe Seminarium Duchownym Towarzystwa Misji Zagranicznych w Paryżu. 2 czerwca 1860 przyjął święcenia prezbiteriatu i został kapłanem diecezji Poitiers, należącym do Towarzystwa Misji Zagranicznych w Paryżu.
25 lipca tr. wypłynął na misje do Chin, gdzie został przydzielony do wikariatu apostolskiego Guangdong-Kuangsi. Na pierwszej misji odniósł pewien sukces. Na kolejnej w 1862 ludzie niezadowoleni z nawrócenia się jednego ze współmieszkańców, ciężko pobili i poranili misjonarza mieczami i włóczniami, zostawiając go na pewną śmierć. Ks. Jolly jednak przeżył. Kolejna misja wśród grupy Hakka, początkowo przyniosła wzrost liczby ochrzczonych, który jednak szybko został zahamowany przez lokalne władze, traktujące neofitów jako buntowników. W 1868 przeżył napad na misję.
W 1869 został mianowany proprefektem i przez kilka lat zarządzał wikariatem apostolskim Guangdong-Kuangsi pod nieobecność bpa Philippa Guillemina. W listach jego i podległych mu misjonarzy rozwinęło się wówczas zastępowanie nazw misji innymi nazwami, aby nie mogły być one zrozumiane, w razie przechwycenia korespondencji przez osoby nieuprawnione. 8 października 1874 bp Guillemin mianował go proprefektem Kuangsi, z zadaniem przygotowania tamtejszych struktur kościelnych do usamodzielnienia się.
6 sierpnia 1875 z mocy decyzji Piusa IX, wyrażonej w brewe Simul ac, wydzielono prefekturę apostolską Kuangsi oraz mianowano o. Jolly jej pierwszym prefektem apostolskim. W chwili nominacji przebywał we Francji, gdzie leczył się z trądu. 10 listopada 1877, wiedząc że jego powrót do zdrowia i Chin jest niemożliwy, złożył rezygnację. Zmarł w szpitalu św. Ludwika w Paryżu 16 marca 1878.